# Варламово (Самарская область)
Варла́мово — посёлок в Сызранском районе Самарской области. Административный центр сельского поселения Варламово.

## География
Посёлок находится на правом берегу реки Крымза, на расстоянии 5 км к северо-востоку от северо-западных окраин города Сызрань, административного центра района.

### Часовой пояс
Посёлок Варламово, как и вся Самарская область, находится в часовой зоне МСК+1. Смещение применяемого времени относительно UTC составляет +4:00.

## История
В 1973 году указом Президиума Верховного Совета РСФСР посёлку центральной усадьбы совхоза «Большевик» присовено Варламово.

## Население
| 2002 | 2010  | 2021  |
| ---- | ----- | ----- |
| 3289 | ↗3372 | ↘3353 |

## Улицы
| - ул. Берёзовая, - пер. Больничный, - ул. Вишнёвая, - ул. Дачная, - ул. Демидовская, - ул. Жуковского, - ул. Зелёная, | - ул. Кооперативная, - ул. Ленина, - ул. Леоненко, - ул. Луговая, - ул. Магистральная, - ул. Майская, - ул. Молодёжная, | - ул. Молодогвардейская, - ул. Новосадовая, - ул. Полевая, - ул. Пригородная, - ул. Пушкина, - ул. Рябиновая, - ул. Садовая, | - ул. Сиреневая, - ул. Советская, - ул. Солнечная, - ул. Специалистов, - ул. Строителей, - ул. Юбилейная, - ул. Южная. |